# Estación de Magenta
Magenta es una estación de la línea E del RER parisino situada al este de la Gare du Nord y al norte de la Gare de l'Est en el 10º distrito (arrondissement) de París. Es una estación subterránea cuya profundidad equivale a 9 pisos.
Ancha, espaciosa, de altos techos, la estación cambia completamente de estilo respecto a las estaciones de metro y ferrocarril subterráneas de la ciudad. Sus pasillos de acceso están construidos con maderas exóticas mezcladas con hormigón pulido.

## Servicios ferroviarios
La estación tiene 4 vías numeradas del 51 al 54. El servicio en las mismas depende del momento del día:
- Hora valle:
  - Vía 51: trenes destino Chelles-Gournay (E2) y Villiers-sur-Marne (E4).
  - Vía 53: trenes destino Tournan-en-Brie (E4).
  - Vías 52 y 54: trenes destino Haussmann-Saint Lazare.
- Hora punta:
  - Vía 51: trenes destino Chelles-Gournay (E2).
  - Vía 53: trenes destino Villiers-sur-Marne y Tournan-en-Brie (E4).
  - Vías 52 y 54: trenes destino Haussmann-Saint Lazare.

| origen/destino    | < estación             |  | estación > | destino/origen                                                           |
| ----------------- | ---------------------- |  | ---------- | ------------------------------------------------------------------------ |
| Nanterre-la-Folie | Haussmann-Saint Lazare |  | Rosa Parks | Chelles - Gournay E2 Villiers sur Marne-Le Plessis Trévise E4 Tournan E4 |

## Correspondencias

### Gare du Nord
Se puede decir que es directa la correspondencia ya que dos de los accesos de la estación desembocan en Gare du Nord. El otro desemboca en la C/Alsacia, que comunica con la Estación del Este (Gare de l'Est).
- y
- y
- y
- Grandes Líneas: TGV, Eurostar, Thalys, Corail
- Regionales: TER Picardía

### Gare de l'Est
- ,  y
- Grandes Líneas: TGV, Orient Express, Corail
- Regionales: TER Picardía y Champaña-Ardena

### Autobuses
En la superficie se encuentran una serie de dársenas donde paran las siguientes líneas:
- DIURNAS (Bus RATP)
  - 26 Gare Saint-Lazare <> Nation - Place des Antilles
  - 30 Trocadéro <> Gare de l'Est
  - 31 Charles de Gaulle - Étoile <> Gare de l'Est
  - 38 Porte d'Orléans <> Gare du Nord
  - 39 Issy - Val de Seine <> Gare du Nord
  - 42 Hôpital Européen Georges Pompidou <> Gare du Nord
  - 43 Gare du Nord <> Neuilly - Bagatelle
  - 46 Gare du Nord <> Château de Vincennes
  - 48 Palais Royal - Musée du Louvre <> Porte des Lilas
  - 54 Gabriel Péri - Asnières - Gennevilliers <> Porte d'Aubervilliers
  - 56 Porte de Clignancourt <> Château de Vincennes
  - 65 Gare de Lyon <> Mairie d'Aubervilliers
  - 302 Gare du Nord <> La Courneuve 6 Routes
  - 350 Paris - Gare de l'Est <> Roissypole
- NOCTURNAS (Noctilien)
  - N01 Circular interior
  - N02 Circular exterior
  - N14 Mairie de Saint-Ouen <> Bourg-la-Reine RER
  - N43 Gare de l'Est <> Gare de Sarcelles - Saint-Brice
  - N44 Gare de l'Est <> Pierrefitte-Stains RER
  - N120 Aéroport Charles de Gaulle T3 <> Corbeil-Esonnes RER
  - N121 Aéroport Charles de Gaulle T3 <> Gare de La Verrière
  - N140 Gare de l'Est <> Aéroport Charles de Gaulle T3